# Edward S. Casey

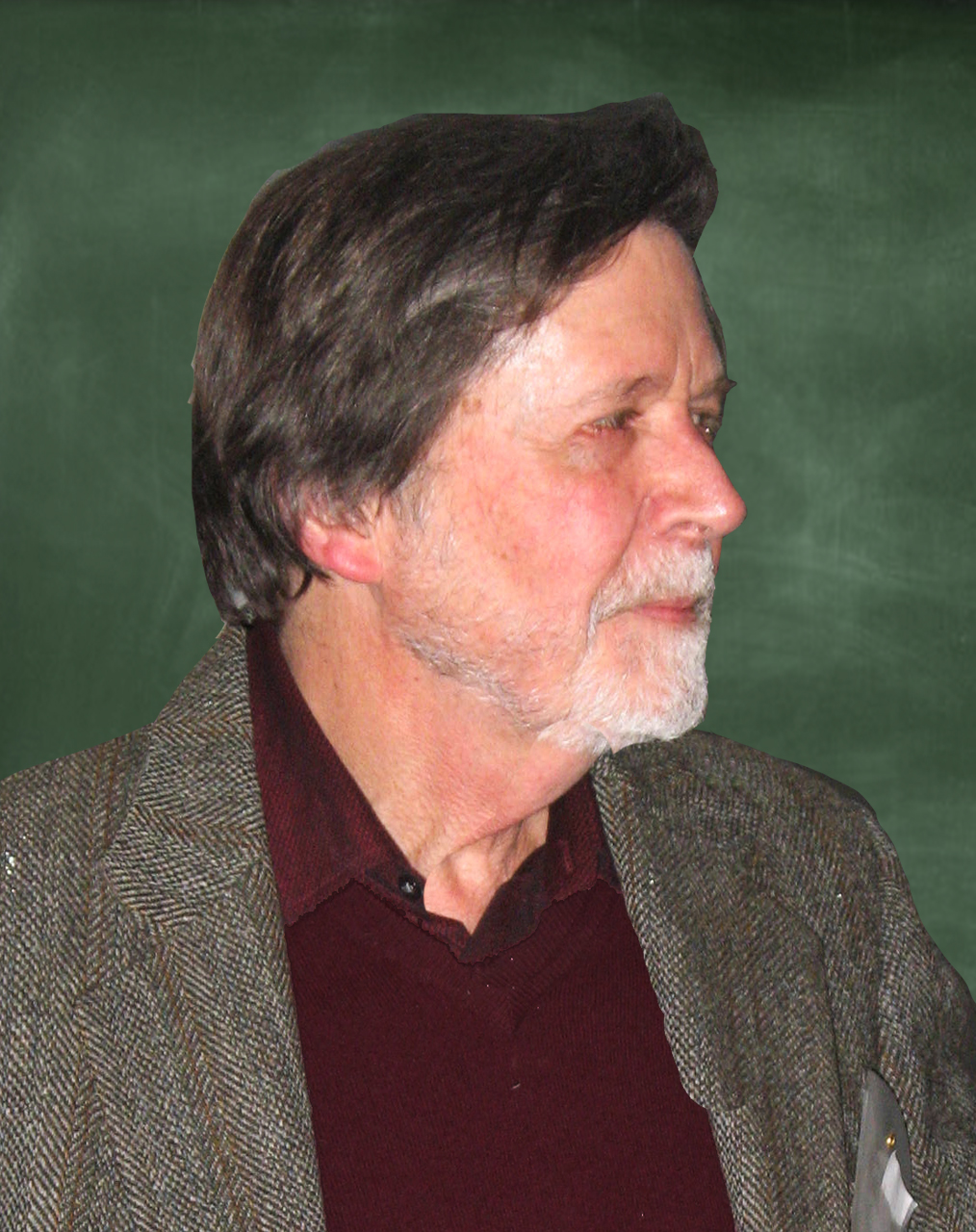
Edward S. Casey, 2014

Edward S. Casey (* 24. Februar 1939 in Topeka, Kansas) ist ein US-amerikanischer Philosoph und Hochschullehrer.
Nach Studium in Yale (B.A 1961) promovierte er an der Northwestern University (1967) und hat an der Yale University, der University of California in Santa Barbara, der New School for Social Research, Emory University, und mehreren anderen Institutionen gelehrt.
Er ist Professor für Philosophie an der Stony Brook University, New York. Edward Casey war Präsident der American Philosophical Association (Eastern Division) und Dekan der Philosophischen Fakultät der Stony Brook University. Er forscht hinsichtlich der Ästhetik, der Philosophie von Raum und Zeit, der Ethik, der Wahrnehmung und der psychoanalytischen Theorie.
Edward S. Casey gilt als einer der einflussreichsten Philosophen bezüglich der Philosophie des Raums.

## Werke und Publikationen
- Ortsbeschreibungen: Landschaftsmalerei und Kartographie.2006
- The World at a Glance (Indiana, 2007)
- Earth-Mapping: Artists Reshaping Landscape (Minnesota, 2005)
- Representing Place: Landscape Painting and Maps (Minnesota, 2002)
- The Fate of Place: A Philosophical History (California, 1996)
- Getting Back into Place: Toward a Renewed Understanding of the Place-World (Indiana, 1993; 2nd edition, 2009)
- Remembering: A Phenomenological Study (Indiana, 1987; 2nd edition, 2000)
- Imagining: A Phenomenological Study (Indiana, 2000, 2nd edition)
- Spirit and Soul: Essays in Philosophical Psychology (Spring Publications, 1991)

## Sekundärliteratur
- Donald A. Landes, Azucena Cruz-Pierre: Exploring the Work of Edward S. Casey: Giving Voice to Place, Memory, and Imagination (Bloomsbury Studies in American Philosophy). 2013